# Labastide-Savès
Labastide-Savès é uma comuna francesa na região administrativa de Occitânia, no departamento de Gers. Estende-se por uma área de 3,62 km². Em 2010 a comuna tinha 177 habitantes (densidade: 48,9 hab./km²).